# Rina Zaripova
Rina Zaripova (Rina Bayan qızı Zarifova, probablement née le 12 mars 1941 et morte le 10 janvier 2008 ) est une journaliste, traductrice et enseignante tatare. Elle reçoit le prix de travailleuse culturelle émérite de la République du Tatarstan en 1995 et remporte le concours de journalisme Bällür qäläm (« Stylo de cristal ») en 2001.
De 1973 à 2002, elle travaille comme responsable du service de la correspondance pour le journal Tatarstan yäşläre (« Jeunesse du Tatarstan »).

## Biographie

### Enfance et éducation
Née dans le village de Meñnär (en) le 12 mars 1941, elle est la fille des instituteurs Mäsrürä Zarifullina et de Fätxelbayan Ağumov et a sept frères et sœurs. La date du 19 mars, erronée, est inscrite sur son acte de naissance.
Issu d'une lignée de mollahs, son père change régulièrement de ville en raison des politiques communistes. Deux des frères de son père et sa grand-mère sont abattus par le régime respectivement en 1930, 1936 et 1937. Toujours en déplacement, sa famille reste peu de temps à Meñnär et à Käzkäy. Son père se bat sur le Front de l'Est pendant la Seconde Guerre mondiale. Après cela, la famille déménage à Yaña Älem, où elle suit deux ans d'enseignement primaire. Ensuite, ils déménagent pendant un certain temps dans les villages d'İske Soltanğol, Şärip et Yuğarı Gäräy. Elle étudie huit ans de plus à Yuğarı Gäräy.
En 1960, elle est admise à la faculté de philologie russo-tatare de l'Institut pédagogique Elabuga  et termine ses études en 1965. Elle enseigne la littérature et la langue russes dans les villages de Saralanı (1964- 1967) et Keçe Yılğa (1967-1968),. En 1967, elle épouse le professeur de physique Zahit Zarifov.

### Vie à Kazan
En 1968, les Zaripov s'installent à Kazan. Le 20 février 1969, Rina Zaripova commence à travailler pour le journal Tatarstan yäşläre (« Jeunesse du Tatarstan »). En 1973, elle devient responsable du service courrier et elle occupe ce poste jusqu'au 1er octobre 2002. 
Le 13 février 1995, elle reçoit le titre de « Travailleuse culturelle émérite de la République du Tatarstan »,. Le 17 mai 2001, elle remporte le concours de journalisme Bällür qäläm (« Stylo de cristal ») dans la catégorie « Honneur et respect ».  

### Retraite
Après sa retraite, elle continue à publier dans des magazines et des journaux tels que « Tatarstan yäşläre », « Tatar ile » (« Le monde des Tatars »), « Watanım Tatarstan » (« Ma patrie Tatarstan »), « Şähri Qazan » (« Ville de Kazan "), "Молодежь Татарстана" ("Jeunesse du Tatarstan"), "Mäğrifät" ("Lumières"), journal "İdel" ("La Volga").
En 2003, la chaîne "Yaña Ğasır", ou "Le nouveau siècle" diffuse un épisode de l'émission Adäm belän Xäwa (« Adam et Ève ») dédié à la famille Zaripov. En 2005, elle reçoit une médaille « En commémoration du 1000e anniversaire de Kazan ».

### Décès, funérailles et commémorations
Elle meurt d'un cancer le 10 janvier 2008. Elle est enterrée au cimetière musulman de Kazan sur la route Mamadyshsky.

## Journal "Tatarstan yäşläre"

### Rubrique "Serdäş"
Rina Zaripova découvre la rubrique Serdäş (« confidences ») du journal Tatarstan yäşläre grâce à ses élèves du village Tatar Saralanı. Dans cette rubrique tenue par Sufiya Akhmetova, les lecteurs du journal partagent leurs questions sur la morale, l'éducation et les valeurs familiales.
Le 20 février 1969, Rina Zaripova commence à travailler pour le journal. Elle est d'abord traductrice et assistante de Sufiya Akhmetova. Après la retraite de cette dernière et pendant plusieurs années en 1970, le service du courrier est géré par différentes personnes. Elle en reprend ensuite les rênes.

### Rubrique "Şimbä"
La rubrique du journal Şimbä (« Samedi ») est consacrée à diverses personnalités marquantes de la RSSAT, on y publie souvent des chansons de compositeurs célèbres avec des explications à la demande des lecteurs. Le lectorat demandant souvent des publications de chansons de Sara Sadıyqova, Rina Zaripova et elles se rapprochent et deviennent amies. 

## Livres
En 1982, la maison d'édition Tatar Book Publishers publie le premier livre de Rina Zaripova, Ğailä cılısı (« Chaleur familiale »), composé de ses articles basés sur des lettres reçue au cours des années. Le livre révèle différents problèmes sociaux, qui sont étroitement liés au thème de la famille ; chaque section se termine par la conclusion de l'autrice. 
Dans les années 1980-1990, les essais de Rina Zaripova sont publiés dans divers recueils. Parmi eux, on compte le livre Täwbä (« Repentance ») compilé par Yäzilä Abudkadyrova et elle-même et publié en 1991 par Tatar Book Publishers. 

## Publications

### Articles
- (tt) Zaripova, « İ, ğomer ağışları... », Youth of Tatarstan, Qazan, İdel-Press, nos 10319 /11,‎ 2003 (lire en ligne)
- (tt) Zaripova, « Meñnärneñ seren sıydırğan "Serdäş" », Youth of Tatarstan, Qazan, İdel-Press, nos 10658 /38,‎ 2005 (lire en ligne)
- (tt) Zaripova, « Onıtılmas xatirälär », Youth of Tatarstan, Qazan, İdel-Press, nos 10612 /70,‎ 2004 (lire en ligne)
- (tt) Zaripova, « Şıfalı "qan'eçkeçlär" », Youth of Tatarstan, Qazan, İdel-Press, nos 10597 /55,‎ 2004 (lire en ligne)
- (tt) Zaripova Rina, « Tirän mäğnäle berqatlılıq », Youth of Tatarstan, Qazan, İdel-Press, nos 10327 /19,‎ 2003 (lire en ligne)
- (tt) Zaripova, « Yaña yıl – moğciza, ä bez romantiqlar idek », Youth of Tatarstan, Qazan, İdel-Press, nos 10929 /75,‎ 2006 (lire en ligne)

### Livres
- Rina Zaripova, Ğailä cılısı, Kazan, Tatar Book Publishers, 1982 (lire en ligne), p. 56
- Cide yul çatında, Kazan, Tatar Books Publishers, 1990, 191 p. (ISBN 5-298-00899-2, lire en ligne)
- Täwbä, Kazan, Tatar Books Publishers, 1991, 136 p. (ISBN 5-298-00662-0, lire en ligne)

### Traductions
- (tt) M. Skarzhinsky et V. Chekmarev, Bazar iqtisadınnan 20 däres: Tatar ğomumi belem mäkt. 10 nçı s-fı öçen däreslek, Qazan, Mäğärif, 1999, 118 p. (ISBN 5-7761-0617-6)